# Instituto Estadual do Maranhão
O Instituto Estadual de Educação, Ciência e Tecnologia do Maranhão (IEMA) é uma autarquia estadual maranhense, vinculada à Secretaria de Estado da Educação, que oferece ensino médio, técnico e superior, contemplando também, de forma não dissociada, o ensino, a pesquisa e a extensão, na área tecnológica e no âmbito da pesquisa aplicada.
Sua estrutura física é composta por 46 unidades plenas e 27 unidades vocacionais.

## Histórico
Anteriormente a instituição foi denominada Universidade Virtual do Maranhão (UNIVIMA), que havia sido criada pela Lei Estadual n° 7.934 de 14 de julho de 2003. Estava vocacionada para o ensino virtual em nível técnico, universitário e de educação continuada na modalidade de educação a distância (EAD).
Foi convertido em Instituto de Educação, Ciência e Tecnologia do Maranhão (IEMA) por força da Medida Provisória nº 184, de 2 de janeiro de 2015.
A mesma MP definiu que todos os bens, os direitos e as obrigações da UNIVIMA passariam ao IEMA; bem como os servidores da UNIVIMA, que foram redistribuídos ao IEMA.
O IEMA foi reorganizado pela Lei nº 10.385, de 21 de dezembro de 2015, com o intuito de ampliar a oferta de educação profissional técnica de nível médio no estado.
Em 2018, tornou-se a primeira escola pública do Maranhão a obter o título de Escola Associada da UNESCO. No mesmo ano, alunos do IEMA conquistaram 1.226 medalhas em olimpíadas nacionais e internacionais de conhecimento. O instituto também oferece programas de intercâmbio internacional aos estudantes, e de fluência em língua inglesa, cursos de formação inicial e continuada para os municípios mais pobres, oficinas de férias de reforço de conteúdos curriculares e incentivo à pesquisa científica.

## Unidades
O IEMA está organizado em Unidades Plenas e Unidades Vocacionais.

### Plenas
As 46 Unidades Plenas (instituições de ensino médio e técnico em tempo integral) em funcionamento são:
- Açailândia
- Alto Alegre do Pindaré
- Amarante do Maranhão
- Axixá
- Bacabal
- Bacabeira
- Balsas
- Brejo
- Carutapera
- Caxias
- Chapadinha
- Codó
- Coelho Neto
- Colinas
- Coroatá
- Cururupu
- Imperatriz
- Matões
- Paço do Lumiar
- Pindaré-Mirim
- Pinheiro
- Porto Franco
- Presidente Dutra
- Santa Helena
- Santa Inês
- Santa Luzia
- Santa Luzia do Paruá
- São Domingos
- São José de Ribamar
- São Luís (Bacelar Portela)
- São Luís (Barjonas Lobão)
- São Luís (Centro)
- São Luís (Gonçalves Dias)
- São Luís (Itaqui-Bacanga)
- São Luís (Rio Anil)
- São Luís (São Francisco)
- São Luís (Sousândrade)
- São Luís (Tamancão)
- São Mateus
- São Vicente Férrer
- Timon
- Tutoia
- Vargem Grande
- Viana (Dom Hamleto de Angelis)
- Zé Doca

### Vocacionais
As Unidades Vocacionais atendem ao público geral, tanto jovens como adultos e ofertam: Cursos de Formação Inicial e Continuada, Cursos Técnicos; além de oferecerem oficinas para quem deseja entrar no mercado de trabalho e aprimorar os conhecimentos profissionais. Estão em funcionamento em:
- Alcântara
- Açailândia
- Barra do Corda
- Bequimão
- Barreirinhas (Idiomas)
- Carolina
- Caxias
- Caxias (Centro de Referência da Juventude)
- Codó
- Coroatá
- Governador Edison Lobão (Ribeirãozinho)
- Imperatriz
- Loreto
- Palmeirândia
- Pedreiras
- Pindaré-Mirim (Engenho Central)
- Pinheiro
- São Bento
- São Mateus
- São Luís (Dica Ferreira)
- São Luís (Escola de Cinema)
- São Luís (Estaleiro Escola Luiz Phelipe Andres)
- São Luís (Escola de Música Lilah Lisboa)
- São Luís (Gastronomia)
- São Luís (Idiomas)
- São Luís (Praia Grande)
- São Luís (Rio Anil)

### Centro de Educação Científica
Localizado na cidade de Caxias, busca promover a educação científica para os estudantes do ensino fundamental da rede pública e a formação continuada de professores. É uma parceria com o Instituto Santos Dumont-ISD e vinculado à Pró-Reitoria de Pesquisa, Extensão e Inovação do IEMA.

### Ensino à Distância (EAD)
Em abril de 2020, foi lançada a plataforma Maranhão Profissionalizado, com o objetivo de fornecer qualificação profissional em cursos online e gratuitos para o público geral, voltados para a área da Educação e para geração de emprego e renda.

### IEMA Bilíngue
O IEMA Bilíngue busca permitir a fluência em língua inglesa para estudantes até o final do 3º ano do ensino médio, no qual o aluno recebe um certificado de competência linguística. Há uma unidade em São Luís e outra em Santa Inês.

## Diretores-gerais
- Francisco Alberto Gonçalves Filho (1/01/2015 a 27/05/2015);[22]
- Ubirajara do Pindaré Almeida Sousa (2015 a 2016);
- Jhonatan Uelson Pereira Sousa de Almada (2016 - 2020);
- Felipe Costa Camarão (2020 a 2021)
- Alex Oliveira de Souza (2021 - 2023);[23]
- Cricielle Muniz (2023 - presente)[24]